# 1049
Évszázadok: 10. század – 11. század – 12. század
Évtizedek: 990-es évek – 1000-es évek – 1010-es évek – 1020-as évek – 1030-as évek – 1040-es évek – 1050-es évek – 1060-as évek – 1070-es évek – 1080-as évek – 1090-es évek
Évek: 1044 – 1045 – 1046 – 1047 –  1048 – 1049 – 1050 – 1051 – 1052 – 1053 – 1054

## Események
- február 12. – IX. Leó pápa megválasztása.[1]
- Az elzászi ottmarsheimi apátság felszentelése.
- A nizzai Szűz Mária-székesegyház felszentelése.